# Jugoslavenska ratna mornarica
Jugoslavenska ratna mornarica (kratica JRM), bila je grana (vid) Jugoslavenske narodne armije čija je svrha bila štiti suverenitet i teritorijalni integritet SFRJ samostalno i u suradnji s ostalim granama i rodovima oružanih snaga SFRJ na Jadranu, plovnim rijekama i jezerima. 
Njezini osnovni zadaci bili su obrana obale, otoka i obalskog mora, plovnih rijeka i jezera, podrška snagama kopnene vojske i teritorijalne obrane u borbenim djelovanjima duž obalnog pojasa i riječnih tokova, održavanje prevlasti u vlastitom obalnom moru i sprečavanje agresora da je uspostavi na Jadranu.
Raspadom države prestala je postojati. Srbija i Crna Gora su uspostavile Ratnu mornaricu SR Jugoslavije dok je Hrvatska zadržala samo manji dio plovila (većinom neispravna) i na osnovu toga ustrojila Hrvatsku ratnu mornaricu.

## Povijest
Partizani su tijekom Drugog svjetskog rata koristili velik broj manjih brodova kojima su izvodili napade na talijanske konvoje u Jadranu. Iz partizanskog bataljuna „Vid Mihaljević“ odvojio se u Podgori 10. rujna 1942. mornarički vod, pa je taj dan uziman kao dan osnivanja JRM-a. Nakon što je 18. prosinca 1942. Vrhovni štab NOV i POJ-a naredio štabu 4. operativne zone Hrvatske osnivanje Sekcije za ratnu mornaricu u Podgori je krajem prosinca osnovana prva »mornarička postaja«, a 23. siječnja 1943. i Prvi mornarički odred s postajama u Podgori i Igranama. On se zbog pogoršanja ratnih prilika tada nije uspio jače učvrstiti, no operacije su nastavljene diljem Dalmacije.
Nakon rata, JRM je koristila brojne njemačke i talijanske podmornice, razarače, minolovce i desantne tenkonosce koji su bili zarobljeni tijekom rata ili su dobiveni u sklopu ratnih reparacija. Od SAD-a je u kasnim 1940-ima nabavljeno osam torpednih čamaca no većina tih jedinica je uskoro otpisana jer su zastarjele.
Moć JRM je povećana tijekom 1960-ih kada je iz SSSR-a dopremljeno deset raketnih čamaca klase Osa-I i četiri torpedna čamca klase Shershen. Za Shershene je kasnije dobivena i licenca tako da je u Jugoslaviji izrađeno još 11 brodova.
Iz SSSR-a su 1980. i 1982. dostavljene dvije raketne fregate klase Koni pritom dobivši nazive VPBR-31 Split i VPRB-32 Koper (VPBR = Veliki Patrolni BRod). 1988. na osnovu klase Koni, u Kraljevici su izrađene dvije domaće fregate klase Kotor: VPBR-33 Kotor (1986.) i VPBR-34 Pula (1988.). Još tijekom 1960-ih SFRJ je razvila mogućnost izrade domaćih podmornica. 1990. glavna napadačka podmornica je bila klasa Sava koja je bila naoružana sa šest torpednih cijevi promjera 533 mm (u službu ušla 1978.), a ranije tijekom kasnih 1960-ih u službu su ušle i tri manje podmornice klase Heroj koje su bile naoružane s četiri torpedne cijevi. Tada već zastarjele, dvije podmornice klase Sutjeska su uglavnom korištene za potrebe obuke mornara te su na početku 1980-ih povučene. Zadnja izrađena klasa podmornica su diverzantske podmornice klase Una sa šest napravljenih plovila a korištene su za prijevoz diverzanata i minopolaganje unutar neprijateljskog područja. U to vrijeme je izrađena i mokra ronilica R-2 Mala koje su korištene za podvodne radove i za potrebe specijalnih postrojbi.
Od brodova za izvođenje brzih raketnih napada, osim sovjetskih Osa I, JRM je raspolagala sa šest raketnih topovnjača (RTOP) klase 401 (Končar). Izrađene su na temelju švedskog dizajna a bile su naoružane s dvije P-15 rakete i Bofors topovima za protuzračnu obranu. Ophodni su brodovi uglavnom korišteni za ophodnju granica te protupodmorničku borbu. U trenutku raspada SFRJ najnoviji ophodni brodovi su bili klase Mirna s 11 izrađenih plovila, ranije tijekom 1960-ih je izrađeno i pet brodova klase C-80, a u službi su bili i protupodmornički brodovi klase Kraljevica.
JRM je raspolaga s flotom minolovaca koja je za ono vrijeme smatrana adekvatnom. Korišteni su minolovci klase Vukov Klanac te određen broj drugih brodova koji su mahom izrađivani na stranim dizajnima. U skladu s ondašnjom doktrinom JRM je tijekom 1980-ih koristila veći broj desantno-jurišnih čamaca (DJČ) koji su trebali osigurati dobru povezanost s otocima. 
Obalne bitinice su bile opremljene raketama zemlja-zemlja i topovima. Raketni sustavi su uključivali mobilni sustav Rubež i jugoslavenski BROM. Topnički sustavi su bili raznolikih izvora. Korišteno je preko 400 88 mm, 122 mm, 130 mm i 152 mm topova koji su nabavljeni iz SSSR-a, SAD-a, poslijeratne Njemačke i iz domaćih tvornica. 

## Organizacija
Cijela obala SFR Jugoslavije je bila dio zone kojoj je zapovjedno središte bilo u Splitu. Ta zona je još bila podijeljena na tri manja mornarička distrikta i riječnu flotu. Velike mornaričke baze su bile smještene u Splitu, Šibeniku, Puli, Pločama i Kotoru a za riječnu flotilu glavna luka je bio Novi Sad na Dunavu. Flota je bila podijeljena u raketne, torpedne i patrolne brigade, podmorničarsku diviziju i flotile minolovaca. JRM je imala i potporu jedne eskadrile protupodmorničkih helikoptera za djelovanje u obalnim područjima. Središte joj je bilo u Divuljama a bila je opremljena sovjetskim Ka-25, Ka-28 i Mi-8 te domaće izrađenim Gazellama. 
Članovi 12. mornaričke pješadijske brigade su bili marinci jugoslavenske ratne mornarice a formalno su prestali postojati 4. veljače 2003. kada su uključeni u mornaricu Srbije i Crne Gore. Prvobitno sjedište 12. brigade je bilo u Splitu, no kasnije je premješteno u Kotor. Sastojala se od 900 do 2000 vojnika koji su bili raspoređeni u dva do tri bataljuna. Kako se radilo o višenacionalnoj skupini, početkom sukoba na području SFRJ brigada se raspala te je vrlo malo sudjelovala u borbi. Najveći ostaci brigade su s vremenom prešli u Crnu Goru.

## JRM 1991.

### Pomorska blokada Splita
U studenom 1991. na moru je vladala pomorska blokada koju je oglasila Jugoslavenska ratna mornarica i važila je opća zabrana plovidbe za sve brodove. Na srednjedalmatinskom području tu zadaću je provodila Taktička grupa (TG) "Kaštela" koja je, uz veliki ophodni brod (VPBR-31 "Split"), imala i dvije raketne topovnjače (RTOP-401 i 403), raketni čamac (RČ-306), torpedni čamac (TČ-220) te jedan ophodni čamac (PČ-176) i bila je apsolutni gospodar situacije. Stupanj provedbe blokade bio je vrlo velik. S otoka su vraćani čamci koji su prevozili bolesnike na dijalizu u splitske bolnice, zabranjeno je bilo isplovljavanje ribaricama i svemu onome što je moglo prevoziti ljude. Ploviti je mogao samo onaj koji je imao dopuštenje vojnih vlasti, a to je značilo da se prevozi nešto za njihove potrebe.
14. studenog diverzanti Hrvatske ratne mornarice (HRM) su priručnim daljinski navođenim torpedom pogodili i teško oštetili ophodni čamac PČ-176 Mukos koji je JRM napustila. Taj je brod kasnije otegljen u remontno brodogradilište u Šibeniku gdje je ubrzo popravljen i uveden u operativnu uporabu. Danas plovi u sastavu 1. divizije Obalne straže pod oznakom OB-02 i nosi ime "Šolta".
15. studenog u 6.42 sati s VPBRa-31 Split je otvorena paljba po gradu Splitu - gradu po kojem je dobio ime. Nakon toga, cijela taktička grupa Kaštela je otvorila paljbu po Splitu, Braču i Šolti. Uslijedio je i odgovor HRM-a koja je sa svojih topničkih bitnica otvorilo paljbu po brodovima JRM-a. Djelovanjem topničkih bitnica HRM-a brodovi JRM su bili prisiljeni na povlačenje. U pomoć su bila poslana tri zrakoplova tipa "Jastreb". Međutim, djelovanjem protuzračne obrane s otoka Brača oborena su dva zrakoplova i tako je onemogućeno njihovo djelovanje. Ovaj pomorski boj je poznat kao "Boj u Splitskom kanalu".
Nakon boja u Splitskom kanalu TG "Vis" koja je operirala južno od Splitskih vrata povukla se u uvalu luke Vis, a TG "Kaštela" se, u svom povlačenju prema Neretvanskom kanalu, sastala u popodnevnim satima 15. studenog 1991. godine s TG "Ploče" sastava tri minolovca (M-143 "Olib", M-144 "Iž" i M-153 "Blitvenica").
Obalne topničke bitnice HRM-a s Pelješca i Korčule su u prijepodnevnim satima 16. studenog 1991. godine otvorile vatru po dijelovima TG "Kaštela" i TG "Ploče". Došlo je do izmjene vatre, zbog čega je oštećeno nekoliko brodova JRM-a, pri čemu je minolovac ML-144 bio primoran nasukati se u hvarskoj uvali Torac, a ML- 143 je potonuo kod otoka Šćedro. Taj boj je poznat kao "Boj u Korčulanskom kanalu". Ostali brodovi su se povukli na otok Vis.

## Poveznice
- Brodovlje Jugoslavenske ratne mornarice
- Jugoslavenska narodna armija

## Vanjske poveznice
- Bitka protiv brodova JRM  Arhivirana inačica izvorne stranice od 22. prosinca 2011. (Wayback Machine)